# William Kent (polityk)
William Kent (ur. 29 marca 1864 w Chicago, zm. 13 marca 1928 w Kentfield) – amerykański polityk, członek Partii Republikańskiej, następnie Partii Postępowej, a później niezależny.

## Działalność polityczna
W okresie od 4 marca 1911 do 4 marca 1913 przez jedną kadencję był przedstawicielem 2. okręgu, a od 4 marca 1913 do 4 marca 1917 przez dwie kadencje był przedstawicielem 1. okręgu wyborczego w stanie Kalifornia w Izbie Reprezentantów Stanów Zjednoczonych.